# Vassili Lvovitch Pouchkine
Vassili Lvovitch Pouchkine (en langue russe : Васи́лий Льво́вич Пу́шкин) (27 avril 1766 (8 mai dans le calendrier grégorien) — 20 août 1830 (1er septembre dans le calendrier grégorien)) — empire russe est un poète, l'oncle d'Alexandre Pouchkine, le frère de Sergueï Lvovitch Pouchkine.

## Biographie
Vassili Pouchkine est né à Moscou. À 18 ans il brille déjà dans les salons moscovites. Il sert au Régiment Izmaïlovski, devient lieutenant, puis quand il prend sa retraite il s'installe à Moscou. En 1803 et 1804 Vassili Pouchkine voyage en Europe occidentale et principalement à Paris. Le poète et homme politique Ivan Dmitriev décrivait ainsi avec ironie le voyage de Vassili « Le voyage à Paris et à Londres était déjà écrit trois jours avant le départ». L'oncle Vassili a appris à son neveu Alexandre à écrire en vers et il communiquait souvent entre eux par courrier écrit en vers. L'été 1811, c'est lui qui conduit son jeune neveu au Lycée de Tsarskoïe Selo. Alexandre a aussi abondamment puisé dans sa bibliothèque : de la littérature classique, mais aussi
des livres érotiques. Cet oncle est pour Alexandre un homme riche comme son père, peu soucieux d'administrer ses biens, cultivé.   
La maîtrise de la langue de Vassili Lvovitch lui vaut d'être rapproché d'Ivan Dmitriev. 
Avant 1812, et l'incendie de Moscou il mène l'existence joyeuse, ouverte à la vie, sociable d'un homme nanti. Vers la même époque il participe aux activités des revues « Aonide » (1796—1799) et « Vestnik Europe » (le messager d'Europe). Il est partisan de Nikolaï Karamzine dans le problème de la langue. Karamzine était le chef de file des écrivains novateurs, très apprécie du tsar. Il s'oppose à son adversaire Alexandre Chichkov, tête pensante des idéologues conservateurs, et manifeste son point de vue dans deux épîtres À Joukovski et À Dachkov (en 1810 et 1811). Vers 1811 il publie sa meilleure œuvre en vers : « Un voisin dangereux » dans le style de Mathurin Régnier, pleine d'esprit, un peu scabreuse, dans laquelle il se moque des ennemis de Karamzine. La censure ne laisse pas passer cette œuvre, mais elle circule en manuscrit. Ce petit tableau ne s'écartait pas du didactisme classique russe, mais atténué par des tableaux qui, selon Alexandre Pouchkine son neveu, rappelait le réalisme de l'école flamande en peinture.
En 1816, Vassili Pouchkine devient membre de la société littéraire « Arzamas ».
Vassili Pouchkine appartient à l'école du classicisme russe et n'a pas adhéré au romantisme. Dans son poème « Capitaine Khrabrov » Vassilie Pouchkine se moque des représentants du romantisme. Il est adepte de « poésie légère » et imite Ivan Dmitriev. Il écrit des chansons, des épigrammes, des épîtres, pastiche Horace, Tibulle, Catulle, Évariste de Parny etc. Il traduit plusieurs fables de Jean de la Fontaine, Florian. Vis-à-vis de son célèbre neveu, Vassili Pouchkine manifeste sa plus haute admiration et l'exprime dans sa correspondance avec celui-ci.  

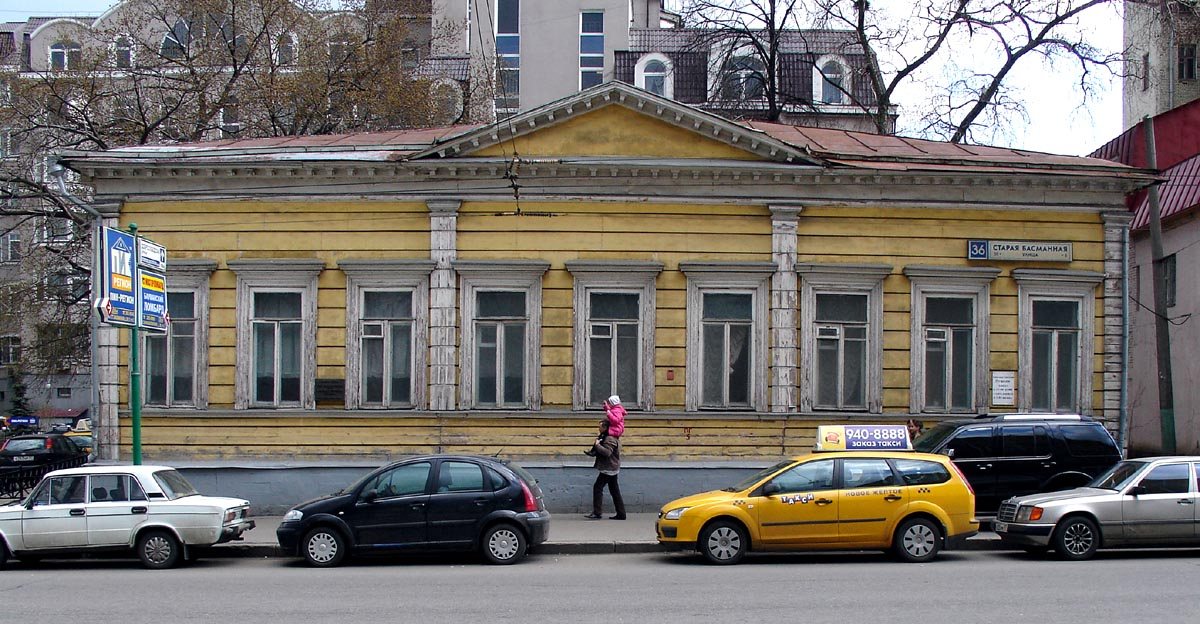
Maison-musée Vassili Pouchkine à Moscou

En septembre 1826, la première visite que rendit Alexandre Pouchkine à Moscou après son exil c'est à son oncle Vassili à la Staraia Basmannaïa n° 36 (transformée en Maison-musée depuis lors). Vassili Pouchkine est inhumé au Cimetière Donskoï de Moscou en août 1830 .

## Éditions de poèmes
Ses poèmes ont été publiés en 1822 et 1835. En 1893, une édition à Saint-Pétersbourg reprend des articles en prose , des lettres et des poèmes avec une introduction de V. I. Saitov. 
Au XXe siècle, son œuvre a été rééditée ; la dernière et plus complète édition est celle de M. Giperion en 2005 :"Vassili Pouchkine, Poèmes"  (ISBN 5-89332-104-9).